# Chas

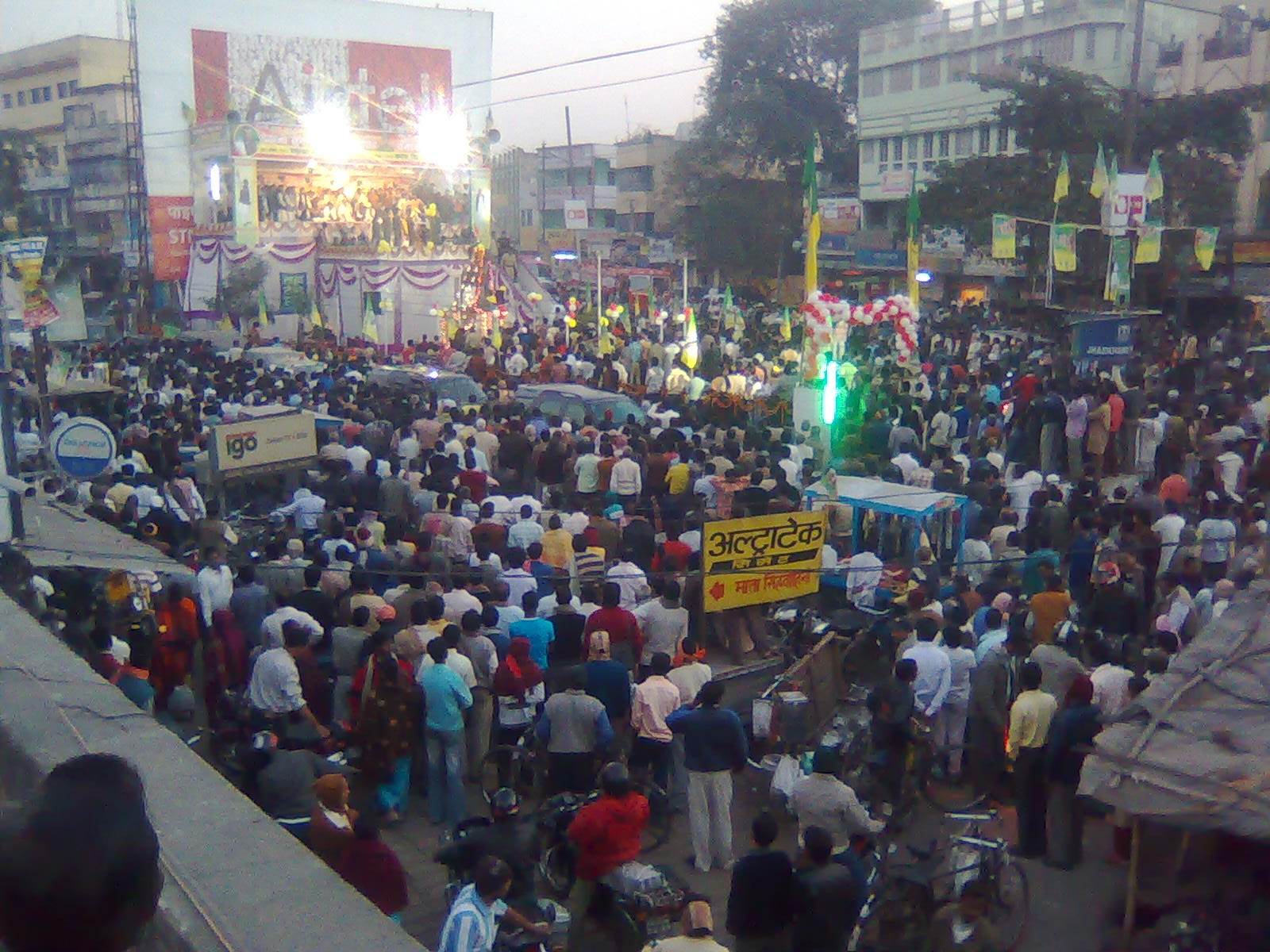
Versammlung in Chas (2010)

Chas ist eine Stadt im indischen Bundesstaat Jharkhand.
Die Stadt Chas befindet sich im Distrikt Bokaro im Osten von Jharkhand auf einer Höhe von 210 m. Chas liegt 90 km ostnordöstlich von Ranchi, der Hauptstadt von Jharkhand.
Das Flüsschen Garga trennt Chas von der nordwestlich angrenzenden Stadt Bokaro Steel City. Knapp 10 km nördlich von Chas strömt der Fluss Damodar in östlicher Richtung.
Am 21. Januar 1977 wurde Chas eine Municipality (Nagar Parishad). Am 9. Februar 2015 wurde Chas zu einer Municipal Corporation erhoben, die in 35 Wards gegliedert war und sich über eine Fläche von 29,37 km² erstreckte. Diese beinhaltete die Nachbarstädte Bokaro Steel City, Bandhgora und Kamaldih. Dies wurde jedoch wieder rückgängig gemacht. Beim Zensus 2011 hatte Chas 141.640 Einwohner.
In Chas steht ein Tempel von Someshwar.